# Provins, Seine-et-Marne
Provins är en kommun i departementet Seine-et-Marne i regionen Île-de-France i norra Frankrike. Kommunen ligger i kantonen Provins som tillhör arrondissementet Provins. År 2022 hade Provins 11 824 invånare.

## Administration
Kommunen Provins ligger i sydöstra delen av departementet Seine-et-Marne och är huvudort i arrondissementet Provins (arrondissement) och kantonen Provins. Den är inte den befolkningsmässigt största i arrondissementet, men dess huvudort. Störst är Montereau-Fault-Yonne.

## Historia
Provins var en gång i tiden den största medeltida festivalstaden i provinsen Champagne. 2001 blev staden Provins ett världsarv.

## Sevärdheter
Provins är känd för sina medeltida befästningar, såsom Tour César och dess välbevarade stadsmur.
Saint Quiriace kollegiala kyrka ligger här. Kejsarinnan Galla Placidia sägs ha visat upp Ancona med relikerna efter Kyriakos, Jerusalems biskop, dock blev helgonets skalle förda därifrån till Provins av Henrik I av Champagne, som därefter lät uppföra kyrkan för att bevara dem. Byggandet under 1100-talet fullgjordes dock inte på grund av finansiella problem under Filip den skönes styre. En kupol lades till först på 1600-talet.

## Ekonomi
Provins har en betydande konfektyrindustri. Denna industri producerar alla typer av livsmedel med rosor och har som specialitet rosenbladssylt, Provinsisk roshonung och roskarameller.
Den här artikeln är helt eller delvis baserad på material från engelskspråkiga Wikipedia, tidigare version.

## Övrigt

### Födelser
Provins var orten där följande personer föddes:
- Marie Jules César Savigny (1777-1851), zoolog
- Dominique Ané, mer känd som Dominique A (född 1968), sångskrivare och sångare

## Befolkningsutveckling
Antalet invånare i kommunen Provins
| Referens: INSEE |

### Vänorter
Provins vänorter är:
- Bendorf, Tyskland
- Pingyao, Kina